# 166.ª Divisão de Infantaria (Alemanha)
A 166ª Divisão de Infantaria (em alemão:166. Infanterie-Division) foi uma unidade militar que serviu no Exército alemão durante a Segunda Guerra Mundial.

## Comandantes
| Comandante                           | Data                                      |
| ------------------------------------ | ----------------------------------------- |
| Generalleutnant Eberhard von Fabrice | 9 de março de 1945 - 28 de março de 1945  |
| Generalmajor Helmuth Walter          | 28 de março de 1945 - 31 de março de 1945 |
| Generalleutnant Eberhard von Fabrice | 31 de março de 1945 - 8 de maio de 1945   |

## Área de operações
| Dinamarca | março de 1945 - maio de 1945 |